# Cul-de-lampe (architecture)
Pour les articles homonymes, voir Cul-de-lampe et Culot.

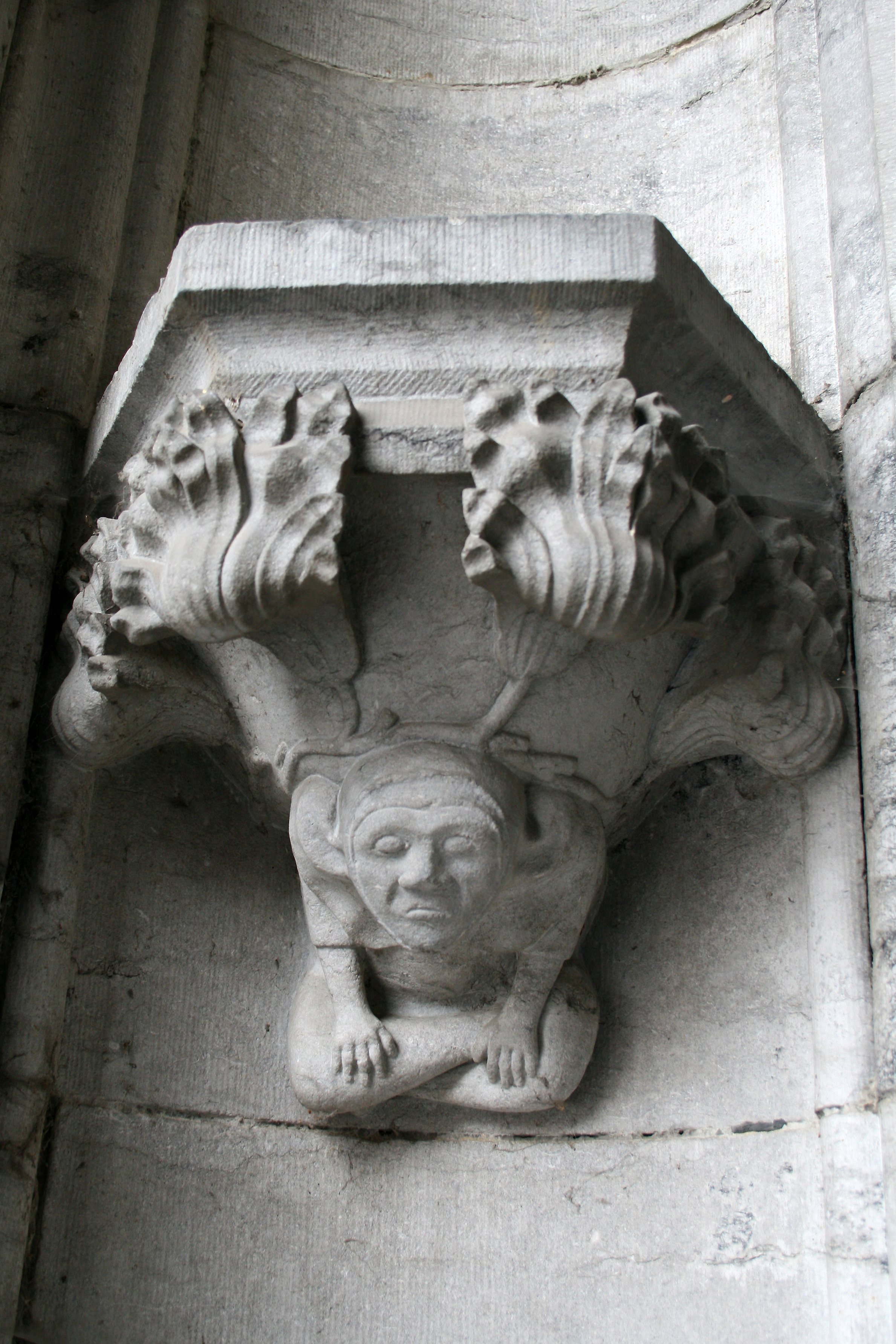
Cul-de-lampe du portail de la basilique Saint-Materne à Walcourt en Belgique.

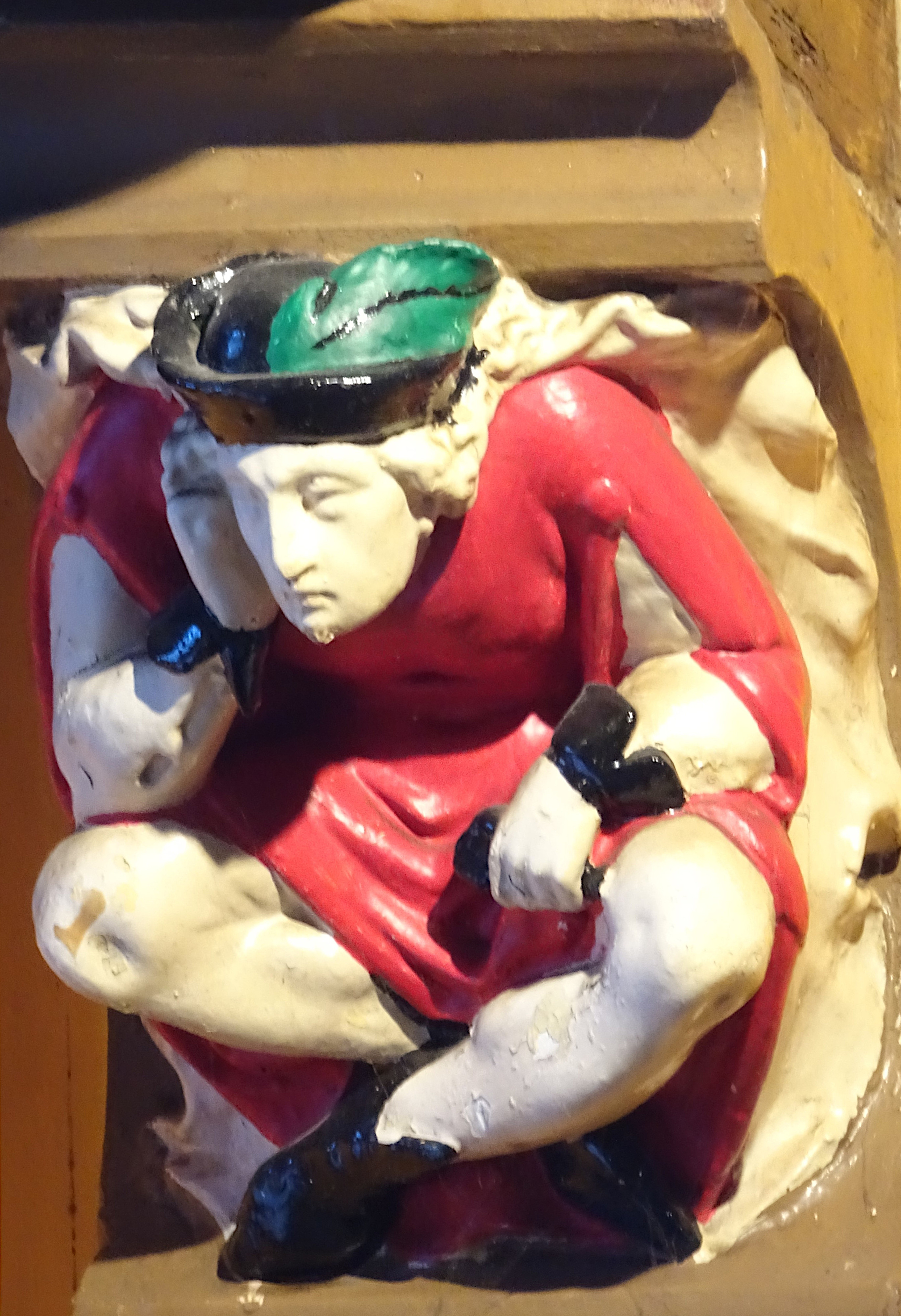
Cul-de-lampe peint de l'estaminet « À la Maison commune », ancienne commune d'Annappes (aujourd'hui Villeneuve-d'Ascq) en France.

En architecture, un cul-de-lampe ou culot est une console d'encorbellement constituée d’une pierre saillante ou de plusieurs assises appareillées, dont la forme rappelle le dessous d'une lampe d'église, et sur laquelle s'appuie une charge (base de colonne, retombée d'un arc, nervures de voûte, échauguette, statue. Le cul-de-lampe est d'ordinaire formé de plusieurs assises, contrairement au culot, habituellement de dimensions plus menues.
Dans l'architecture gothique, le cul-de-lampe désigne le plus souvent une console qui affecte plus ou moins la forme d'un demi-cône et qui reçoit une ou plusieurs retombées d'arcatures, alors que la console sert généralement de base à une statue et qui reçoit une ou plusieurs retombées d'arcatures. Il peut être mouluré, feuillagé, figuré ou historié.
On appelle ainsi cul-de-lampe les encorbellements qui terminent les cuves de certaines chaires à prêcher.

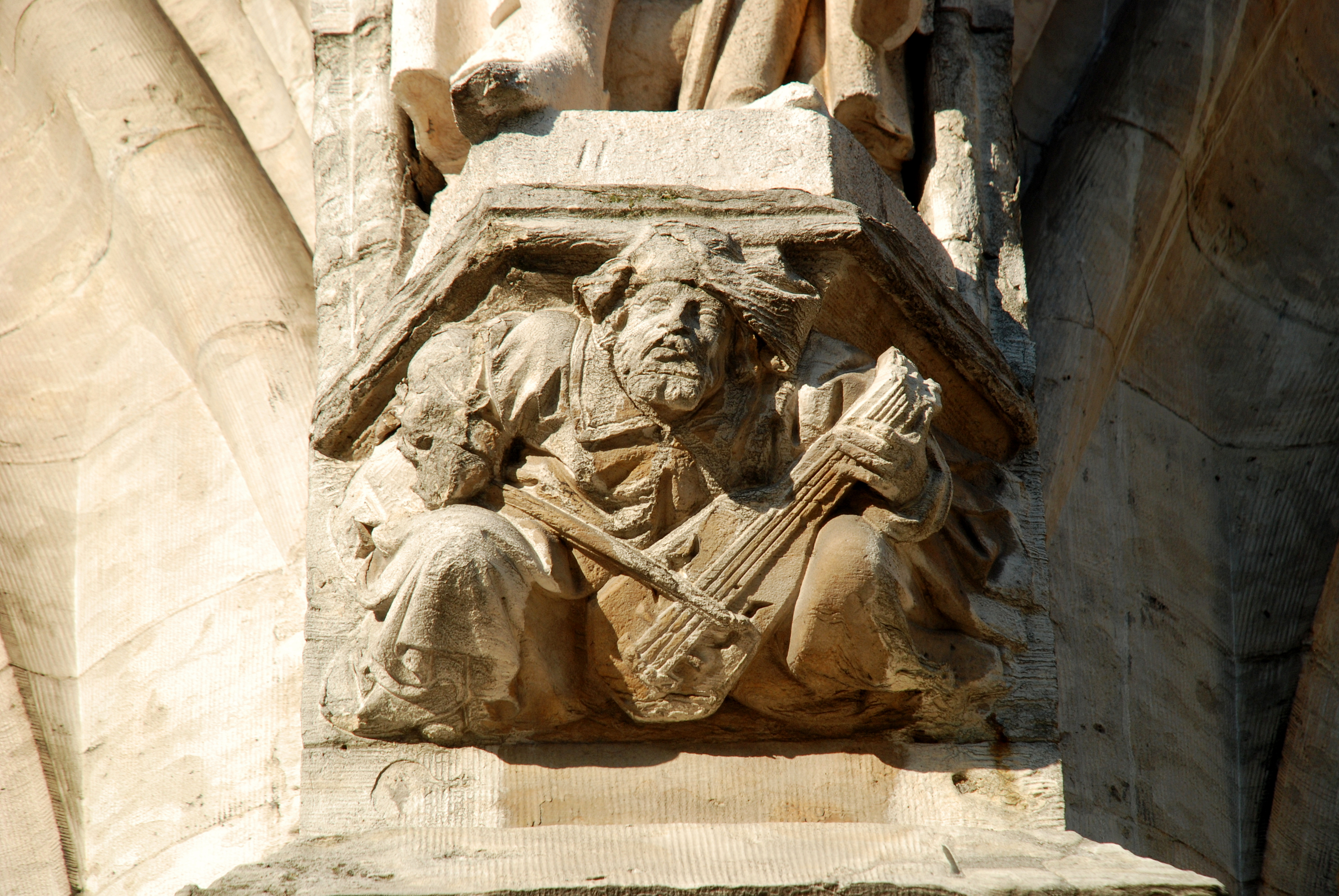
Cul-de-lampe de l'hôtel de ville de Bruxelles représentant un joueur de vièle.
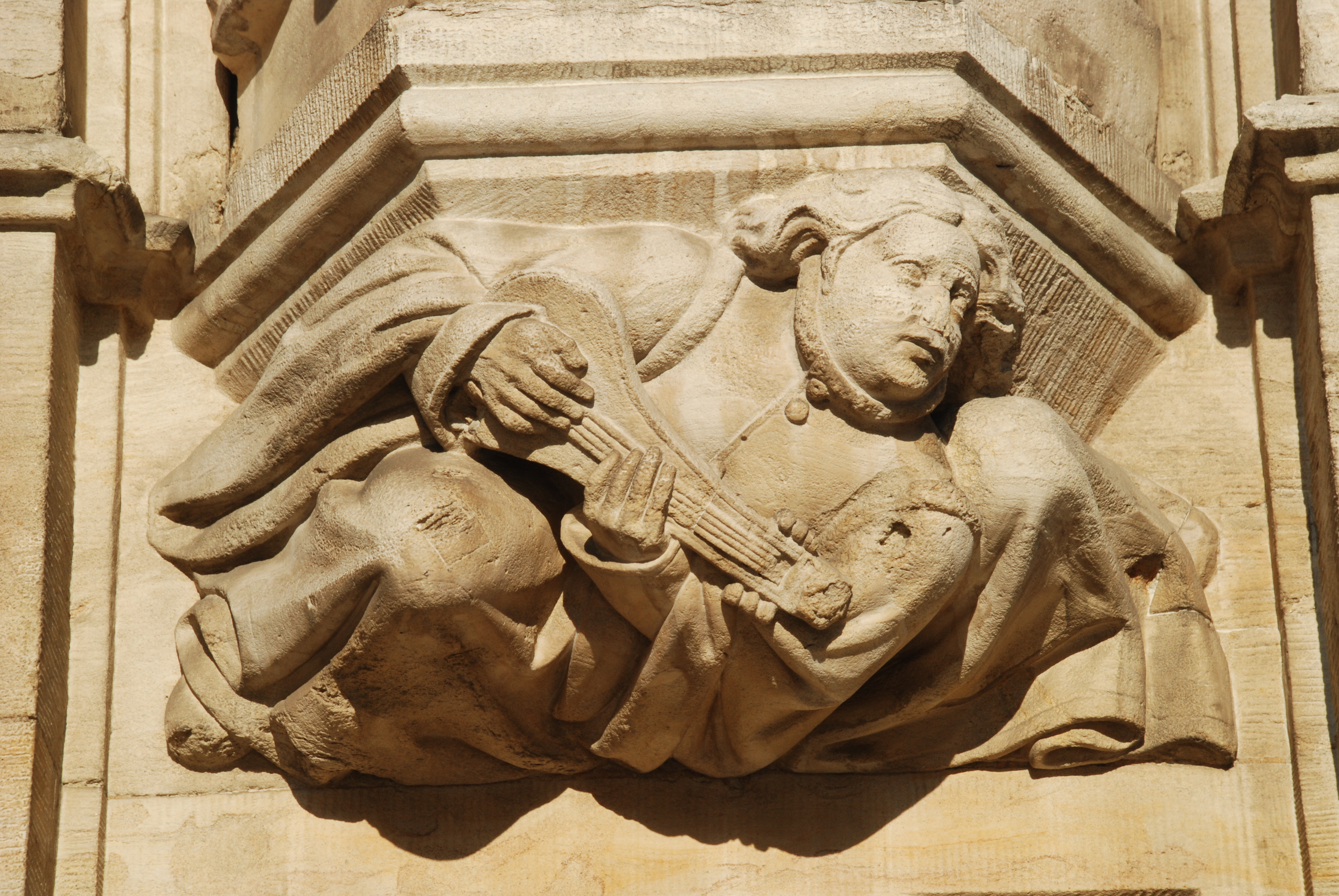
Cul-de-lampe de l'hôtel de ville de Bruxelles représentant un joueur de guiterne.

Eugène Viollet-le-Duc distingue le cul-de-lampe du corbeau de la manière suivante :
« On a donné le nom de cul-de-lampe à tout support en encorbellement qui n’est pas un corbeau, c’est-à-dire qui ne présente pas deux faces parallèles perpendiculaires au mur. »
Il illustre ensuite la différence avec un dessin :

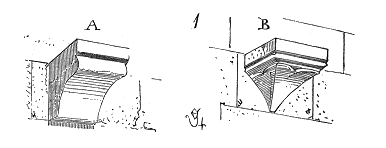
A. Corbeau. B. Cul-de-lampe.

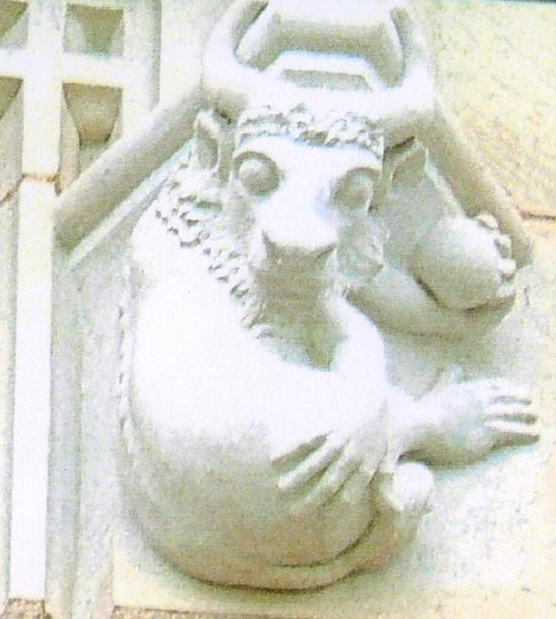
Les Trois-Moutiers (Vienne), manoir de Chandoiseau.
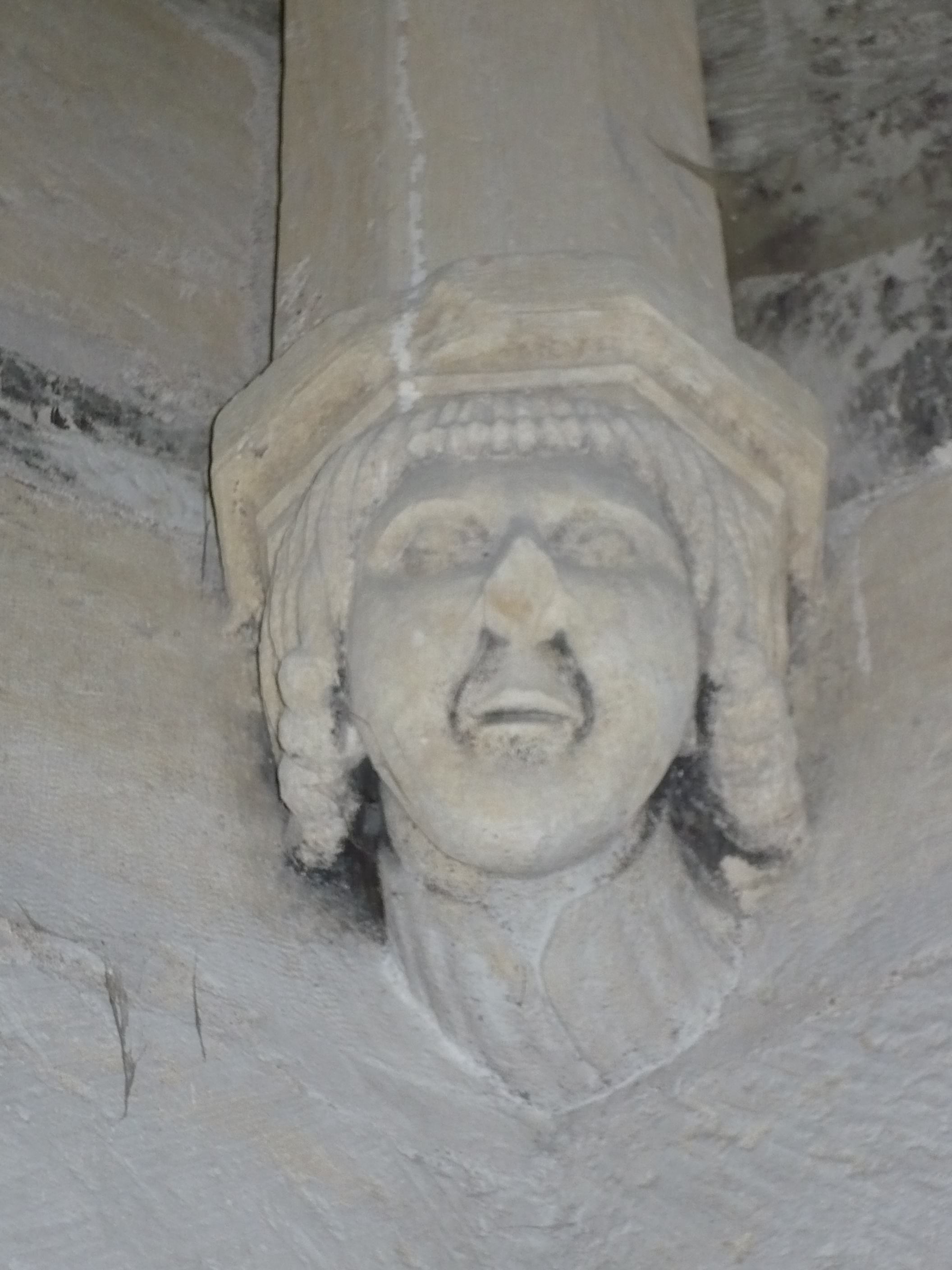
Château d'Angers.
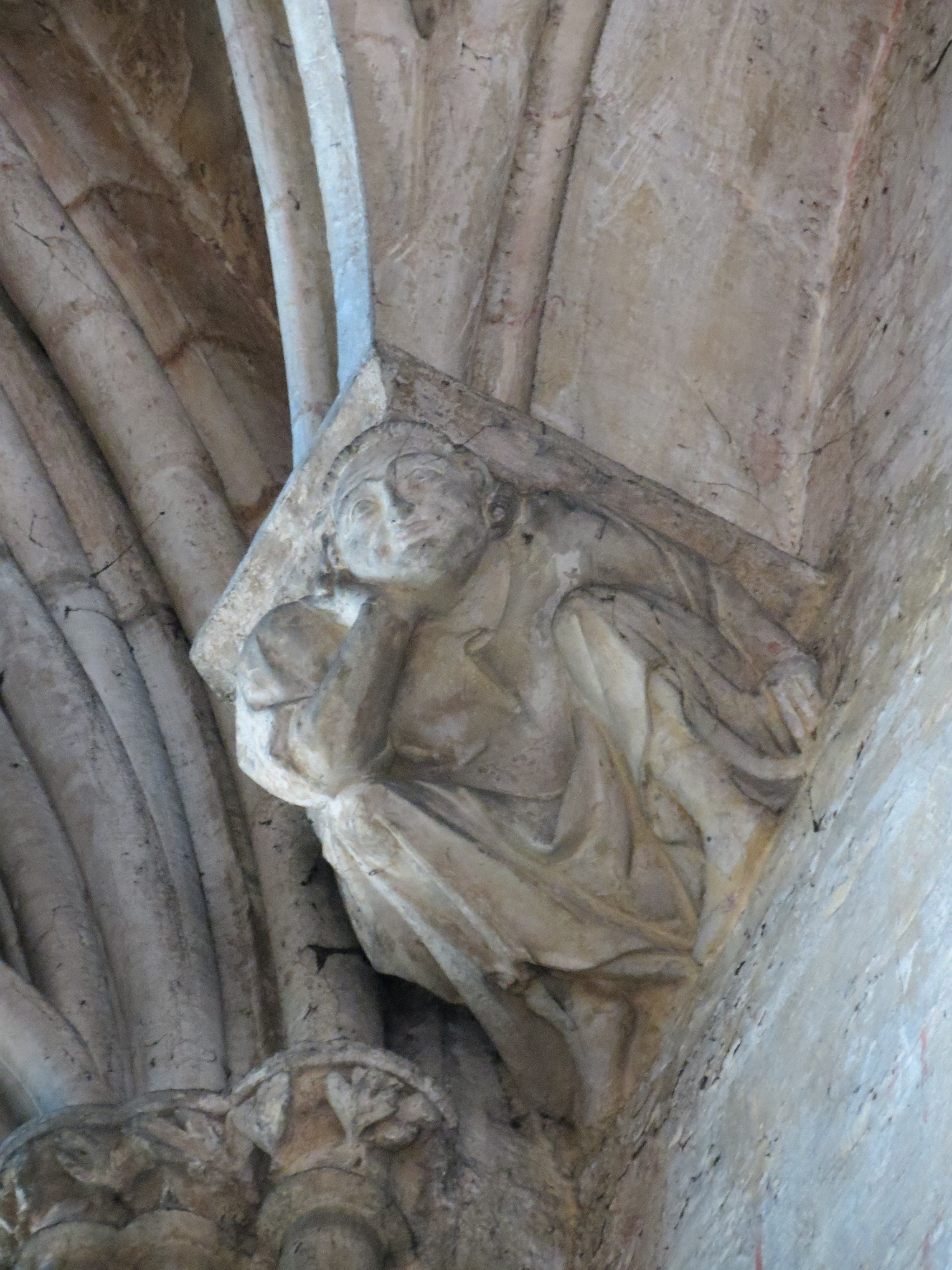
Cathédrale Notre-Dame de Rouen.
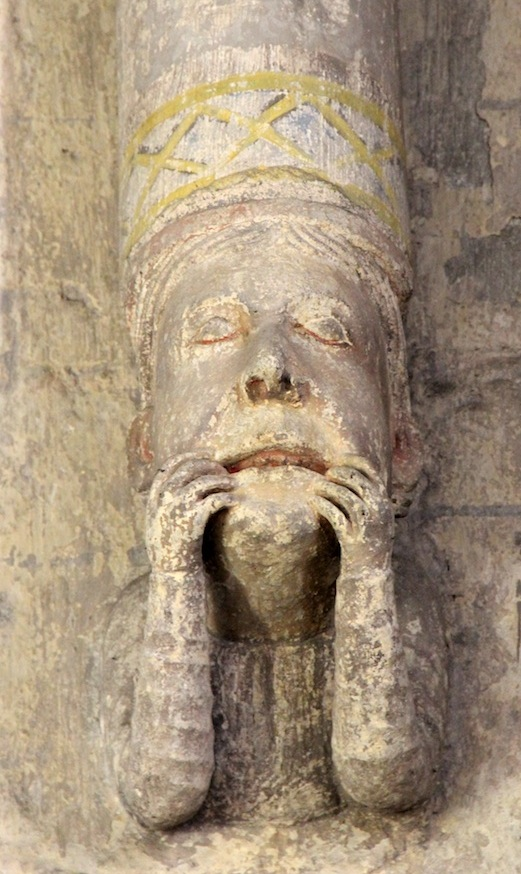
Église Sainte-Radegonde de Poitiers.
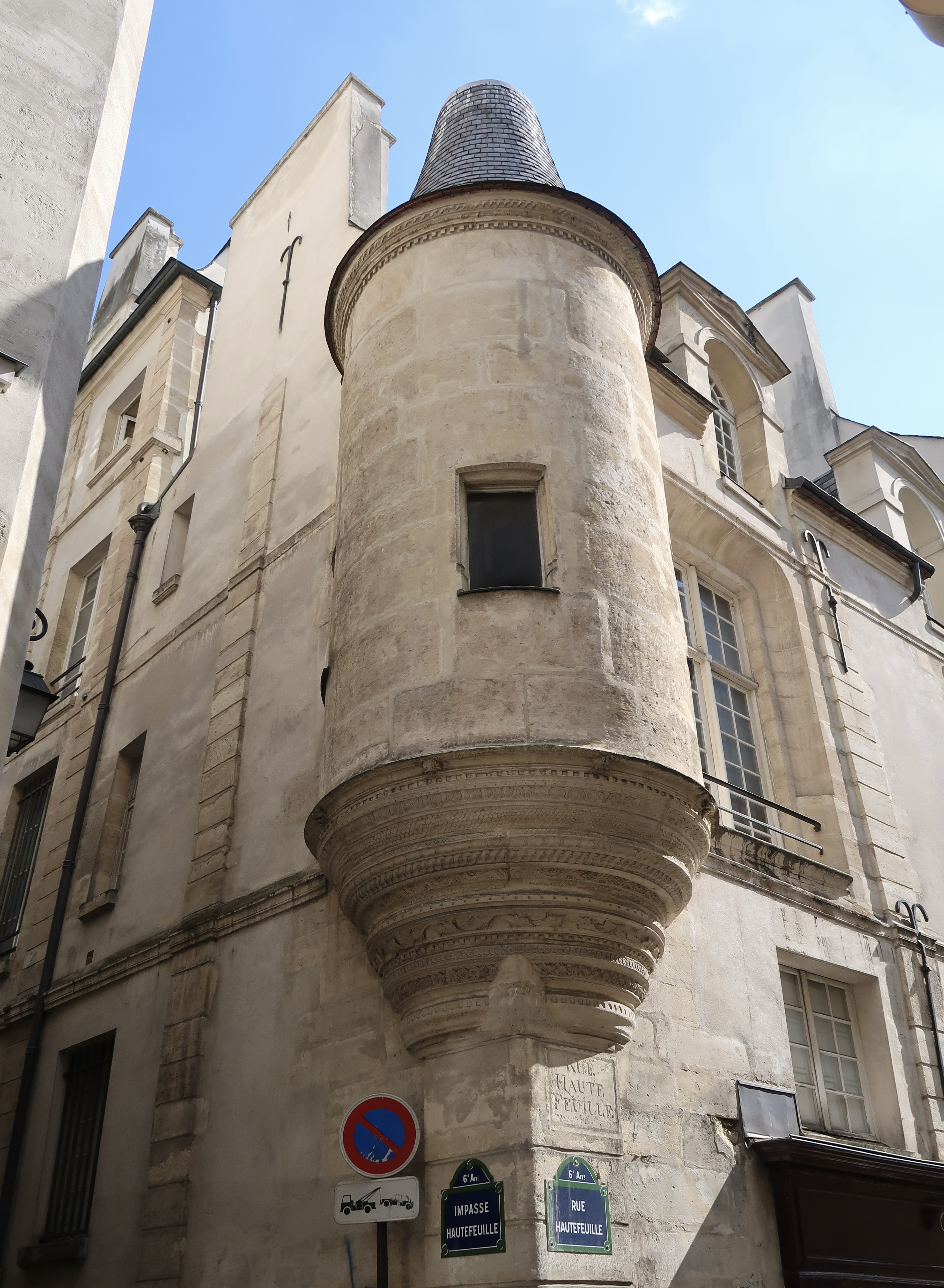
L'hôtel des abbés de Fécamp possède une échauguette en cul-de-lampe.